# Wasif Jawhariyyeh
Wasif Jawhariyyeh (* 14. Januar 1897 in Jerusalem; † 1972) war ein Jerusalemer Oud-Solist und Sänger und als Tagebuchschreiber ein Chronist von sechs Jahrzehnten der Geschichte seiner Stadt.

## Leben
Wasif Jawhariyyeh stammte aus einer griechisch-orthodoxen Familie im Christlichen Viertel. Als er an der deutschen Dabbagha-Schule von einem Mathematiklehrer geprügelt worden war, schickten ihn die Eltern 1909 an die al-Madrasah al-Dusturiyyah des Reformpädagogen Khalil Sakakini. Auf Wunsch Hussein al-Husseinis kam er 1912 bis zu seinem vorzeitigen Austritt ohne Abschluss 1914, wegen der Schließung der Schule durch die osmanische Verwaltung, an die britische St. George’s School. Seine Mutter war Hilaneh Barakat. Der Vater, der Anwalt Jiryis Jawhariyyeh, gehörte dem Stadtrat an und war Mukhtar der griechisch-orthodoxen Gemeinde, politisch war er Unterstützer der Ayan-Dynastie der Husseini, für die er als landwirtschaftlicher Verwalter tätig war. Diese Besitzungen befanden sich hauptsächlich in Khirbet Amr. In seiner Freizeit war Jiryis Jawhariyyeh Ikonenmaler und ein musikalischer Amateur. Nach dem Tod des Vaters im September 1914 nahm sich Hussein al-Husseini, der 1917–1918 Bürgermeister war, seiner Förderung an. Er war es auch, der ihn in der osmanischen Armee vor schlechter Behandlung schützte.

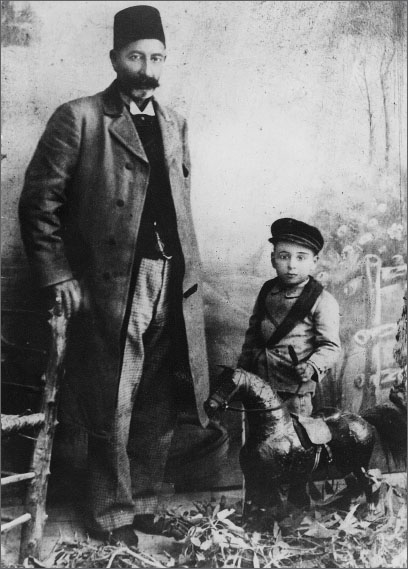
Wasif Jawhariyyeh als Kind mit seinem Vater

Er las den Koran und nahm an den Purim-Feiern der jüdischen Gemeinde teil. Die Jawhariyyeh waren mit den jüdischen Familien Elischar, Hazzan, Antebi, Navon und den aus Hebron stammenden Mani befreundet. Er begann parallel zur Schule 1907 eine Art Lehre als medizinischer Barbier bei Mattia al-Hallaq und in einem Ladengeschäft. Ein lokaler Musiker mit Vorbildfunktion war Hussein al-Naschaschibi, der oft bei einem anderen Barbier namens Abu Manawail (Abu Manuel) spielte. So entstand sein Wunsch, Musiker zu werden und er verschrieb sich der Musik, indem er das Spiel mit der Oud mehrheitlich autodidaktisch erlernte. Neben seinem Interesse für die andalusischen Ausdrucksformen (andalusiyyat) und am musikalischen Stil aus Aleppo (mutwashshahtat), folgte er auch den neuen musikalischen Entwicklungen, die Youssef al-Minyalawi und Sayyed Darwisch angeregt hatten. Da er keine Noten lesen konnte, erfand er ein eigenes System, um Musik aufzuschreiben, zudem hatte sich sein Vater als einer der ersten Jerusalemer Bürger einen Phonographen, Marke His Master’s Voice, angeschafft. Daneben begann er, bald mit monatlich 20 £P monatlich, als Angestellter in der Administration zu arbeiten. Weil seine musikalischen Fähigkeiten mehr geschätzt wurden, als seine bürokratischen, war er bei ständigem Lohn permanent freigestellt.
Schon im Alter von sieben Jahren schrieb er erste Eindrücke in einem Tagebuch nieder. Im Detail schilderte er das Leben im Stadtteil Mahallet al-Sa'diyya und der neuen Viertel außerhalb der Stadtmauern. Durch die guten Beziehungen seines Vaters und seine Auftritte als Lautenspieler in wohlhabenden Häusern, war er bald mit den Notabeln ebenso vertraut, wie mit Menschen, die versuchten, von Tag zu Tag mit ihrer Musik über die Runden zu kommen. Jüdische und arabische Instrumentalisten und Sänger musizierten dabei oft gemeinsam. Auch seine guten Beziehungen zu den Konkurrenten der Husseini, dem Familienverband um Raghib al-Naschaschibi, erweiterten seinen Kundenstamm als Musiker und seine intime Kenntnis der Lebensverhältnisse dieser Menschen. Seine Aufzeichnungen sind reich an literarischen Bezügen auf die Werke von Khalil Sakakini, Ahmad Shawqi und Khalil Gibran.
Wasif Jawhariyyehs Bruder Khalid betrieb ab 1918 ein Kaffeehaus am Südeingang der Jaffa Street. Das Lokal bot Musikern aus Kairo, Alexandria und Beirut einen Auftrittsort in Jerusalem. Die Künstler, die hier auftraten, galten als die besten in der Region: Ahmad Tarifi, Muhammad al-Ashiq, Zaki Murad, oder die libanesische Tänzerin Badi'a Masabni und ihr Mann Najib al-Rihani. Spendenveranstaltungen für den Roten Halbmond und etliche Hochzeiten boten weitere Gelegenheiten für die Musiker. Hohe Funktionäre oder Söhne aus reichen Häusern luden sie auch gerne in ihre Vorortsvillen in Scheich Dscharrah und in ihre Junggesellenwohnungen – in sogenannte odah –  ein, um sich bei leichter Unterhaltung mit ihren Geliebten zu vergnügen. Dies war in der christlichen und muslimischen Oberschicht durchaus sozial akzeptiert. Jawhariyyeh sparte in seinen Memoiren nicht mit pikanten Details, nur seine eigene Familie verschonte er mit Enthüllungen. Der Historiker Salim Tamari betont lieber die gesellschaftliche Rolle Jawhariyyehs, doch war er stets auch ein politischer Zeitzeuge.
Wasif Jawhariyyeh sah alles und kannte jeden, schreibt der Historiker Simon Sebag Montefiore. Sein eigenes Privatleben ist in seinen Memoiren eher knapp geschildert, doch gibt er Einblicke in seine Ehe mit Victoria und ihre Flucht mit den Kindern nach Beirut als Folge des Ersten israelisch-arabischen Krieges von 1948/1949, der in die Nakba mündete. Sein Haus inmitten der umkämpften Zone Westjerusalems, nahe des King David Hotels, und seine Keramiksammlung ließ er im Mai 1948, kurz vor Ende des britischen Mandats, in der Obhut seines Nachbarn, des französischen Generalkonsuls. Noch dachten sie, die Abwesenheit würde nicht länger als zwei Wochen dauern. Sie sollten Jerusalem nie wieder sehen. Victoria starb 1958 in der libanesischen Hauptstadt.